# يوحنا أبو السدرات
يوحنا أبو السدرات أو يوحنا الثالث(السريانية: ܝܘܚܢܢ ܕܣܕܪ̈ܘܗܝ ) كان بطريرك أنطاكية ورئيس الكنيسة السريانية الأرثوذكسية من عام 631 حتى وفاته في عام 648. تحتفل الكنيسة السريانية الأرثوذكسية به قديسًا ، في يوم 14 كانون الأول.

## السيرة
وُلِد يوحنا في قرية بيت عليا، وأصبح راهبًا إما في دير جوبو بارويو، وفقًا لسجلات ميخائيل السرياني، أو في دير يوسيبونا، وفقًا لتاريخ الكنيسة لابن العبري، فدرس اليونانية والسريانية واللاهوت (علم الكلام). كُرس شماسًا، وأصبح فيما بعد سينسيلوس [الإنجليزية] (سكرتيرًا) للبطريرك أثناسيوس الأول غيميلي [الإنجليزية]. 
في ختام الحرب الرومانية الساسانية 602-628، أُرسل يوحنا للقاء الشاهنشاه أردشير الثالث شاه الإمبراطورية الساسانية، ثم بعد ذلك للسفر إلى دير القديس ماثيو بالقرب من نينوى في آشور لإعادة تأسيس الاتحاد بين السريان غير الخلقيدونيين [الإنجليزية] في الإمبراطوريتين الرومانية والساسانية. وقد رحب به رئيس أساقفة الدير كريستوفر، والأرشمندريت [الإنجليزية] أداي، والرهبان، وأقنعهم بالموافقة على استعادة الاتحاد. وبعد انعقاد مجمع في الدير واجتماع في تكريت انتهى إلى إعادة الاتحاد، عاد يوحنا إلى أثناسيوس مع كريستوفر والأساقفة جورج من سنجار، ودانيال من بني حضرة، وغريغوريوس من برمان [الإنجليزية]، وياردفنة من شهرزول، والرهبان ماروثا التكريتي، وإيث علاء، وأها. وقد تم استعادة الاتحاد بين غير الخلقيدونيين في الإمبراطوريتين في وقت لاحق نتيجة لمهمة يوحنا.
خلف يوحنا أثناسيوس بطريركًا لأنطاكية في عام 631 (حسب التقويم السلوقي: 942)، وكرَّسه رئيس الأساقفة إبراهيم النصيبيني. ذُكر عام 630/631 م (حسب التقويم السلوقي: 942) باعتباره عام تكريس يوحنا من خلال تاريخي إيليا النصيبيني وميخائيل السرياني، بينما يذكر تاريختوما القسيس أن التاريخ هو عام 631/632 م (حسب التقويم السلوقي: 943)،  ويضعه تاريخ زوكنين في عام 643/644 م (حسب التقويم السلوقي: 955). وبعد فترة وجيزة من صعوده إلى منصب البطريرك، شهد يوحنا هزيمة القوات الرومانية في سوريا والفتح الإسلامي لبلاد الشام. في بداية توليه منصب البطريرك، تبادل يوحنا الرسائل مع رئيس أساقفة ماروثا التكريتي تزامنًا مع الفتح الإسلامي لبلاد فارس، مما سمح لماروثا بإبلاغ يوحنا عن اضطهاد السريان غير الخلقيدونيين في الإمبراطورية الساسانية من رئيس الأساقفة النسطوري برصوما [الإنجليزية] في القرن الخامس. في السابق، كان السريان غير الخلقيدونيين في إيران ممنوعين من المراسلة مع إخوانهم في الدين في الإمبراطورية الرومانية، حيث كان النساطرة يصنفونهم على أنهم متعاطفون مع الرومان وجواسيس لهم.
في مخطوطة واحدة بعنوان "مناظرة يوحنا والأمير" كُتبت في عام 874 م، ورد بالتفصيل أن أميرًا مسلمًا لم يُذكر اسمه طلب مقابلة يوحنا للتعرف على المسيحية ومناقشة سلامة الكتاب المقدس، وألوهية المسيح، ومصادر القانون المسيحي. جرت المناظرة في 9 أيار 644، وحُدد الأمير على أنه عمير بن سعد الأنصاري. وفي المناظرة، طُلب من يوحنا أن يتحدث نيابةً عن جميع المسيحيين، وأشاد الخلقيدونيون الذين حضروا المناظرة بأدائه. كتب المخطوطة أحد سكرتيري يوحنا المسمى سيفيروس لطمأنة إخوانه في الدين على سلامته، وتكريم المسلمين له. وبناءً على طلب الأمير المسلم، ترجم يوحنا الإنجيل من السريانية إلى العربية بمساعدة مسيحيين عرب من قبائل بني عقيل وتنوخ وطيء. وكان الأمير قد طالب في البداية بإزالة الإشارة إلى اسم المسيح والمعمودية والصليب من الترجمة، لكنه تراجع بعد رفض يوحنا احترامًا له.
توفي يوحنا في 14 كانون الأول 648 م (حسب التقويم السلوقي: 960)، ودُفن في كنيسة القديسة زورا [الإنجليزية] في أمد. وضع ميخائيل السرياني وفاة جون في عام 648 (حسب التقويم السلوقي: 960) وقد وافقه على ذلك سجلات 819، وسجلات 846، في حين أن سجل زوكنين قدَّر التاريخ في 649/650 م (حسب التقويم السلوقي: 961).

## الأعمال
لقد ألف يوحنا تسع صلوات تضرّع [الإنجليزية] (السريانية: sedre) على سبيل المثال، في الصوم الكبير، والقيامة، والتوبة [الإنجليزية]، والتي بسببها حصل على لقب "السدر". وكتب أيضًا ثلاث صلوات استغاثة [الإنجليزية] (السريانية: ḥusoye) للاحتفال بالقداس الإلهي، والقداس [الإنجليزية]، والعظة [الإنجليزية] عن تكريس المسحة المقدسة. بالإضافة إلى ذلك، أنتج يوحنا كتاب (اعتراف الإيمان) مُكونًا من تسعة وثلاثين صفحة للأسقف [الإنجليزية] ثيودور، حيث قدم تاريخًا للطائفة الجولانية [الإنجليزية] وقادتها، وأطروحة مسيحية ضد الخلقيدونيين والنساطرة.

## فهرس
- Barsoum، Aphrem (2003). The Scattered Pearls: A History of Syriac Literature and Sciences. ترجمة: Matti Moosa (ط. 2nd). Gorgias Press. اطلع عليه بتاريخ 2020-07-14.
- Chabot، Jean-Baptiste، المحرر (1905). Chronique de Michel le Syrien. Paris: Ernest Leroux. ج. III.
- Griffith، Sidney H. (2005). "Answering the Call of the Minaret: Christian Apologetics in the World of Islam". في Jan Jacob van Ginkel؛ Hendrika Lena Murre-van den Berg؛ Theo Maarten van Lint (المحررون). Redefining Christian Identity: Cultural Interaction in the Middle East Since the Rise of Islam. Peeters Publishers. ص. 91–127.
- Harrack، Amir (1999). The Chronicle of Zuqnin, Parts III and IV A.D. 488–775. Toronto: Pontifical Institute of Mediaeval Studies. ISBN:9780888442864.
- Ignatius Jacob III (2008). History of the Monastery of Saint Matthew in Mosul. ترجمة: Matti Moosa. Gorgias Press. اطلع عليه بتاريخ 2021-05-25.
- Mazzola، Marianna، المحرر (2018). Bar 'Ebroyo's Ecclesiastical History : writing Church History in the 13th century Middle East. PSL Research University. مؤرشف من الأصل في 2022-05-20. اطلع عليه بتاريخ 2020-05-31.
- Palmer، Andrew (1990). Monk and Mason on the Tigris Frontier: The Early History of Tur Abdin. Cambridge University Press. اطلع عليه بتاريخ 2020-07-15.
- Palmer، Andrew، المحرر (1993). The Seventh Century in the West Syrian Chronicles. Liverpool University Press.
- Roggema، Barbara (2008). "The Disputation of John and Emir". في David Thomas؛ Barbara Roggema (المحررون). Christian-Muslim Relations: A Bibliographical History. Brill. ج. 1. ص. 782–785.
- Teule، Herman G. B. (2011). "Yuḥanon of the Sedre". في Sebastian P. Brock؛ Aaron M. Butts؛ George A. Kiraz؛ Lucas Van Rompay (المحررون). Gorgias Encyclopedic Dictionary of the Syriac Heritage: Electronic Edition. مؤرشف من الأصل في 2024-11-27. اطلع عليه بتاريخ 2020-07-08.
- Wilmshurst، David (2019). "West Syrian patriarchs and maphrians". في Daniel King (المحرر). The Syriac World. Routledge. ص. 806–813.

| سبقه أثناسيوس الأول غيميل [الإنجليزية] | بطريرك السريان في أنطاكية 631–648 | تبعه البطريرك ثيودور |